# Czimit-Dorży Darbain
Czimit-Dorży Darbain (ros. Чимит-Доржи Дагбаин, ur. 20 listopada 1905 w miejscowości Nuraj-Chotogor w obwodzie zabajkalskim, zm. 1975) – radziecki polityk, przewodniczący Komitetu Wykonawczego Agińskiej (Buriat-Mongolskiej) Rady Okręgowej (1946-1949).

## Życiorys
W 1923 został zastępcą przewodniczącego, potem przewodniczącym taptanajskiej rady somonowej, później sekretarzem rejonowego komitetu Komsomołu, do 1930 uczył się w szkole budownictwa radzieckiego i partyjnego, należał do WKP(b). W 1931 został sekretarzem adon-czelońskiego rejonowego komitetu WKP(b), później do 1932 kierował wydziałem pracy agitacyjno-masowej aginskiego ajmakowego komitetu partyjnego, następnie przewodniczył ajmakowej komisji kontrolnej WKP(b) i był zastępcą przewodniczącego Buriat-Mongolskiego Radiokomitetu, potem uczył się w Buriat-Mongolskiej Wyższej Komunistycznej Szkole Rolniczej. W 1936 został kierownikiem gabinetu partyjnego ułan-ononskiego ajmakowego komitetu WKP(b) (Buriacko-Mongolska ASRR), później kierownikiem gabinetu partyjnego i Wydziału Organizacyjnego-Instruktorskiego Agińskiego (Buriat-Mongolskiego) Komitetu WKP(b), 1941-1946 był II sekretarzem Agińskiego (Buriat-Mongolskiego) Komitetu Okręgowego WKP(b), a 1946-1949 przewodniczącym Komitetu Wykonawczego Agińskiej (Buriat-Mongolskiej) Rady Okręgowej. Następnie do 1952 uczył się w obwodowej szkole partyjnej w Czycie, w 1952 został przewodniczącym Komitetu Wykonawczego Agińskiej Rady Rejonowej, później kierownikiem wydziału Agińskiego Komitetu Okręgowego KPZR i kierownikiem rejonowej kasy oszczędnościowej.